# فيل توماس
فيل توماس (بالإنجليزية: Phil Thomas)‏ (14 ديسمبر 1952 في المملكة المتحدة - 1 أغسطس 1998 في المملكة المتحدة) هو لاعب كرة قدم بريطاني في مركز الوسط. لعب مع كولتشستر يونايتد ونادي بورنموث.